# Gran Enciclopedia Aragonesa
La Gran Enciclopedia Aragonesa, sovint abreujada com GEA, és una enciclopèdia general, centrada en les temàtiques aragoneses.

## Història

### Antecedents
El precedent de la GEA és l'obra Los aragoneses, publicada en 1977 per l'editorial Istmo, entre els autors de la qual es troba Eloy Fernández Clemente.

### Edicions impreses
En 1978 José María Sáiz, fundador de l'editorial Unión Aragonesa del Libro (UNALI), proposa a Eloy Fernández Clemente dirigir una enciclopèdia sobre Aragó, que veurà la llum entre 1980-1981. Aquesta primera edició de la Gran Enciclopedia Aragonesa es va publicar en 12 toms i va tenir un gran acolliment.
Entre 1983 i 2007 es van publicar els apèndixs I a V. Van ser directors dels apèndixs: Eloy Fernández Clemente (I, III i IV), Manuel Martín Bueno (II) i Wifredo Rincón García (V).
En 1999, l'editorial del diari El Periódico de Aragón va adquirir els drets de l'enciclopèdia i la va actualitzar, publicant a l'any següent una nova edició de la qual es van vendre més de 8.000 exemplars. Aquesta nova edició és popularment coneguda com a GEA 2000.
GEA 2000 va reordenar totes les veus i va incloure en un mateix ordre alfabètic les de tots els apèndixs publicats fins llavors, Apèndix I (1983), Apèndix II (1987) i Apèndix III (1997), per la qual cosa aquesta nova edició consta de 16 toms.

### GEA en línia
L'enciclopèdia va començar a digitalitzar-se en 2002, i el setembre de 2003 es va llançar la versió 1.0 de la Gran Enciclopedia Aragonesa On-line, que serà coneguda com a GEA Online. El Govern d'Aragó va donar suport a la revisió i actualització dels continguts de l'enciclopèdia en línia per adaptar-los al currículum aragonès i fomentar així la seva utilització didàctica, alhora que el seu accés lliure a través d'Internet. La versió en línia va estar disponible fins al 2022.